# Philippe Monnier (écrivain)
Pour les articles homonymes, voir Philippe Monnier et Monnier.
Philippe Monnier, né le 2 novembre 1864 à Genève et mort le 21 juillet 1911 à Plainpalais, est un écrivain suisse de langue française. Il est le fils de Marc Monnier, écrivain, et le père de Claire-Lise Monnier, artiste peintre.

## Publications
La plupart de ses écrits portent sur Genève et sa région, dont il était originaire. Il a également rédigé des écrits sur l'histoire de l'Italie et les arts en Italie.
- Souvenirs de Kientzheim, Colmar, J.-B. Jung, 1888
- Vers bellettriens, Genève, Jules-Gme Fick, 1888
- Le quattrocento : essai sur l'histoire littéraire du XVe siècle italien, Paris, Perrin, 1901, prix Marcelin Guérin de l’Académie française
- Le livre de Blaise, Genève, A. Jullien, 1904
- Venise au XVIIIe siècle, Paris, Perrin et Cie, 1907, prix Guizot de l’Académie française en 1908
- La Genève de Töpffer, Genève, A. Jullien, 1914
- Jeunes ménages, Genève, J. Jullien et fils, 1926
- Mon village, Genève, J. Jullien, 1927
- Introduction au Quattrocento, Complexe, 1995  (ISBN 2-87027-586-2)
- Le livre de Blaise, Lausanne, Éditions Plaisir de Lire, réédité : l'Âge d'Homme, 1998  (ISBN 2-8251-1177-5). Numérisé par la Bibliothèque numérique romande :
- Venise au XVIIIe siècle, Complexe, 2001  (ISBN 2-87027-883-7)
- Venise au XVIIIe siècle, Tallandier, 2009  (ISBN 978-2-84734-591-9)